# Ana de día
Ana de día és una pel·lícula espanyola escrita, dirigida i produïda per Andrea Jaurrieta.

## Sinopsi
Ana és una jove educada en una família de classe mitjana tradicional. Està a punt d'acabar el seu doctorat en dret, entrar a formar part d'una empresa i casar-se, però no se sent realitzada. Un dia, descobreix que una doble idèntica a ella ha ocupat el seu lloc duent a terme totes les seves responsabilitats i obligacions. Llavors es debat entre lluitar per la seva identitat perduda o, pel contrari, intentar buscar la seva pròpia identitat aliena a tot el que suposava la seva vida "normal".
Adonant-se que per primera vegada és totalment lliure, Ana decideix explorar la seva llibertat i anonimat, provant els seus límits i buscant el sentit de la seva pròpia existència entre les nits de cabaret i la pensió on s'allotjarà, repleta de personatges que anhelen així mateix desaparèixer en la nit.

## Repartiment
- Ingrid García-Jonsson...	Ana / Nina
- Fernando Albizu	...	Maestro
- María José Alfonso	...	Madame Lacroix
- Iñaki Ardanaz	...	Iván
- Carla de Otero	 ...	La Muerta
- Cibeles Fernández	...	La Flaca

## Crítiques
| «                                 | "Una inquietant òpera prima que busseja en la immarcesible dualitat de l'ésser humà (...) El film alterna encerts, com la construcció de l'ambigu personatge principal, amb desencerts flagrants (...) Puntuació: ★★ (sobre 5)" | » |
| — Alberto Luchini: Diari El Mundo | |   |

| «                              | "A vegades el seu recorregut es torna una miqueta confús, però darrere de les seves imatges trobem una mirada autoral i una proposta absorbent entorn de la dilució de la identitat en temps d'hipocresia moral. (...) Puntuació: ★★★ (sobre 5)" | » |
| — Beatriz Martínez: Fotogramas | |   |

| «                               | "Una pel·lícula excelsa. I universal. Per a tots els gèneres. (...) una història urbana, lleugerament abstracta i molt cinéfaga sobre la identitat; sobre el reflex d'una dona en el mirall dels seus somnis, els seus desitjos i els seus errors." | » |
| — Luis Martínez: Diari El Mundo | |   |

## Nominacions i premis
XXXIII Premis Goya
| Categoria              | Nominats         | Resultat |
| ---------------------- | ---------------- | -------- |
| Millor director novell | Andrea Jaurrieta | Nominada |

74a edició de les Medalles del Cercle d'Escriptors Cinematogràfics
| Categoria              | Nominats         | Resultat |
| ---------------------- | ---------------- | -------- |
| Millor director novell | Andrea Jaurrieta | Nominat  |

Festival de Cinema d'Espanya de Tolosa de Llenguadoc
| Categoria              | Nominats         | Resultat   |
| ---------------------- | ---------------- | ---------- |
| Millor director novell | Andrea Jaurrieta | Guanyadora |

Festival de Màlaga
| Categoria    | Nominats         | Resultat |
| ------------ | ---------------- | -------- |
| Bisnaga d'Or | Andrea Jaurrieta | Nominat  |